# Algérie aux Jeux olympiques d'hiver de 2006
Vous lisez un « bon article » labellisé en 2013.
La participation de l'Algérie aux Jeux olympiques d'hiver de 2006 à Turin en Italie, du 10 au 26 février 2006, constitue la deuxième participation du pays à des Jeux olympiques d'hiver après 1992. La délégation algérienne est composée de deux athlètes : Noureddine Maurice Bentoumi en ski de fond et Christelle Laura Douibi, également porte-drapeau du pays lors de la cérémonie d'ouverture, en ski alpin.
L'Algérie fait partie des nations qui ne remportent pas de médaille durant ces Jeux olympiques. La skieuse alpine termine 40e de la descente et 51e du super-G et le fondeur ne termine pas sa course, le 50 kilomètres libre.

## Préparation
Avant les Jeux olympiques de Turin, les deux athlètes algériens se préparent dans le Grenoble Université Club sur le site de Villard-de-Lans en France, sous la direction d'un entraîneur français. Celui-ci s'occupe également de trois participants olympiques français,. Christelle Laura Douibi s'entraîne en groupe avec ses équipières de club, dont notamment Carole Montillet, en plus de sa préparation individuelle. Noureddine Maurice Bentoumi se prépare quant à lui avec l'équipe de France de ski de fond,.

## Délégation

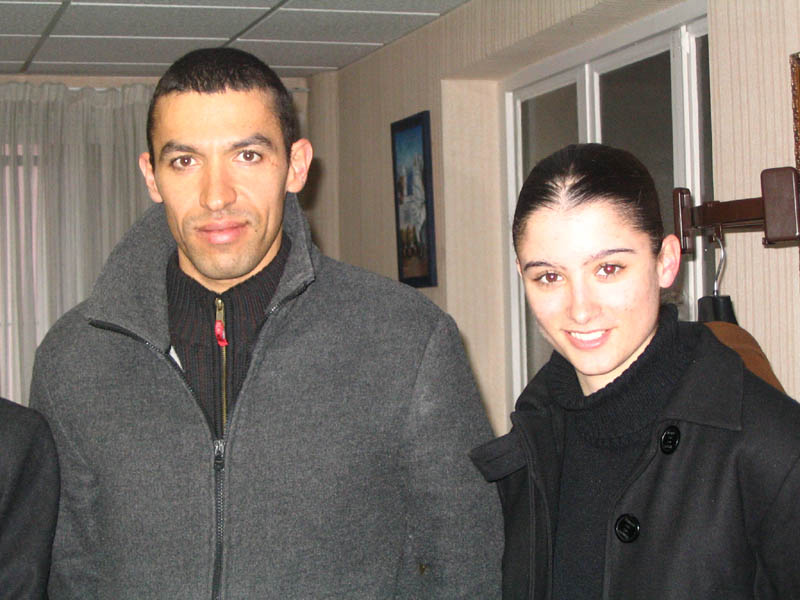
Les deux athlètes algériens Noureddine Maurice Bentoumi et Christelle Laura Douibi.

Le Comité olympique algérien sélectionne une délégation de deux athlètes, un homme et une femme, qui participent à trois épreuves dans deux sports. C'est la deuxième participation de l'Algérie aux Jeux d'hiver après 1992, quand quatre skieurs algériens ont été invités par le Comité international olympique. C'est donc la première fois que des Algériens se qualifient grâce à leurs performances. La délégation algérienne est composée de six personnes et est conduite par Ali Guerri, président de la Fédération algérienne de ski et sports de montagne. Elle comprend en outre un médecin et deux entraîneurs. Ces derniers vont à Grenoble le 6 février pour accompagner les deux athlètes jusqu'à Turin en train le 8, où ils s'installent au village olympique. Mustapha Berraf, président du Comité olympique algérien, rejoint la délégation algérienne le 10,.
Le tableau suivant indique le nombre d'athlètes algériens inscrits dans chaque discipline :
| Sport       | Discipline | Hommes | Femmes | Total |
| ----------- | ---------- | ------ | ------ | ----- |
| Ski         |            |        |        |       |
| Ski alpin   | 0          | 1      | 1      |       |
| Ski de fond | 1          | 0      | 1      |       |
| Total       | Total      | 1      | 1      | 2     |

## Cérémonies d'ouverture et de clôture
L'Algérie fait partie, avec l'Afrique du Sud, l'Éthiopie, le Kenya, le Madagascar et le Sénégal, des six pays africains participant à ces Jeux. La délégation algérienne est la troisième des 80 délégations à entrer dans le stade olympique de Turin au cours du défilé des nations durant la cérémonie d'ouverture, après la Grèce et l'Albanie et avant l'Andorre, selon le classement alphabétique en anglais (hormis pour la Grèce, pays symbole des Jeux). Le porte-drapeau du pays est la skieuse alpine Christelle Laura Douibi.
Lors de la cérémonie de clôture qui se déroule également au Stade olympique de Turin, les porte-drapeau des différentes délégations entrent ensemble dans le stade olympique sans ordre défini. Le skieur de fond Noureddine Maurice Bentoumi porte le drapeau algérien.

## Épreuves

### Ski alpin

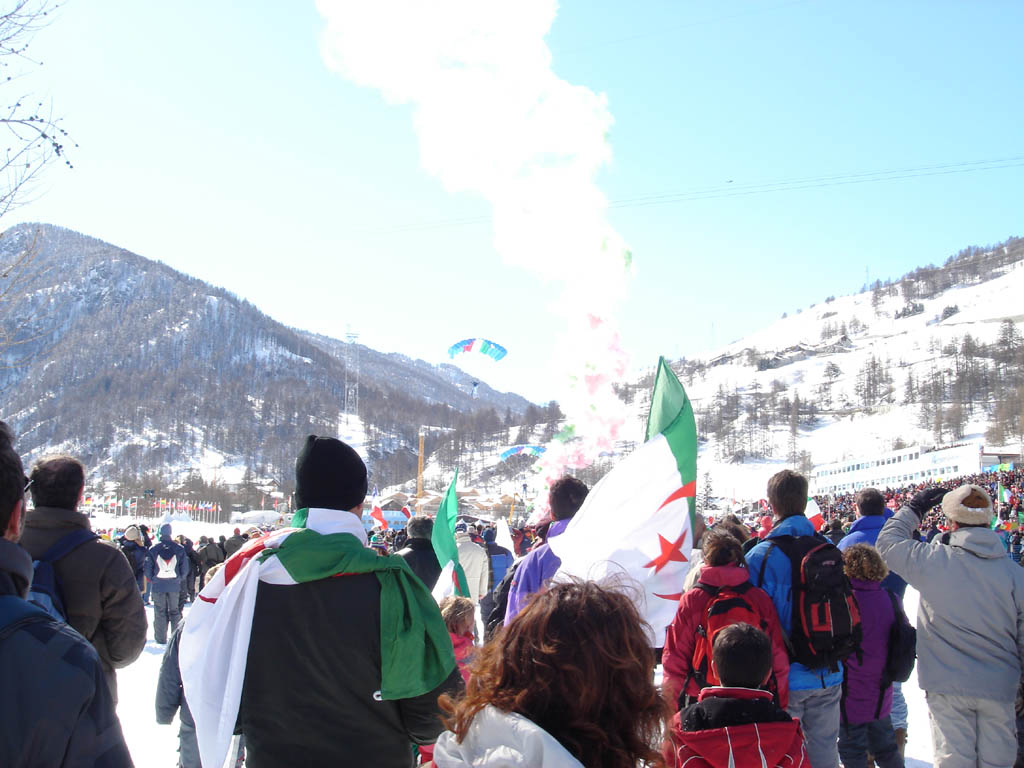
Supporteurs algériens aux Jeux olympiques de 2006.

L'Algérie aligne une représentante lors des épreuves de ski alpin à ces Jeux olympiques. Il s'agit de Christelle Laura Douibi, née le 24 novembre 1985 à Grenoble en France. Douibi faisait partie de l'équipe de France de ski alpin. Âgée de 20 ans, elle prend part aux Jeux olympiques pour la première fois. Grâce au consulat d'Algérie à Grenoble, elle crée des liens avec la Fédération algérienne de ski et sports de montagne. Christelle Laura Douibi a déjà concouru pour l'équipe de France et un changement de nationalité sportive est donc interdit par les règlements sportifs internationaux. Pour intégrer Christelle au sein de l'équipe d'Algérie, le Comité olympique algérien demande une dérogation au Comité international olympique, qui lui donne l'occasion de rejoindre la délégation de son pays d'origine. Elle dispute les épreuves de descente et de super-G, respectivement les 15 et le 20 février.

#### Qualification
Deux cent soixante-dix places sont attribuables en ski alpin pour les Jeux olympiques de Turin dans la limite de vingt-deux athlètes par nation. La période de qualification s'étale entre 2004 et le 30 janvier 2006. Pour se qualifier, les 500 premiers de chaque épreuve au classement dans la liste des points de la Fédération internationale de ski (FIS) sont admissibles dans la limite de quatre par pays en sachant que pour les épreuves de descente, de super-combiné et de super-G, les athlètes doivent obtenir un maximum de 120 points FIS dans l'épreuve concernée. Si une nation ne réalise pas ce critère, il lui est possible d'obtenir un ticket olympique pour chaque sexe dans les épreuves de slalom et de slalom géant en ne dépassant pas les 140 points FIS. Christelle Laura Douibi a réussi les minima de la Fédération internationale de ski (FIS) dans les disciplines du slalom géant, du Super G et de la descente. Pour se qualifier, elle a participé à plusieurs compétitions principalement en France.

#### Résultat
Christelle Laura Douibi est la 55e des 56 concurrentes à s'élancer lors de l'épreuve de super G. Elle réalise un temps de 1 min 43 s 54 et a un retard de 12 s 07 sur la championne olympique autrichienne Michaela Dorfmeister. L'Algérienne termine 51e et est la dernière classée. Elle termine sa course avec une cheville blessée à cause d'une lourde chute survenue pendant un entraînement. Lors de la descente, elle est la dernière des 45 concurrentes au départ. Avec un temps de 2 min 9 s 68 et un retard de 14 s 19 sur la championne olympique Dorfmeister, Christelle Laura Douibi termine 40e et est à nouveau la dernière classée.
| Athlète                 | Épreuve  | Temps final   | Retard sur la 1re | Rang |
| ----------------------- | -------- | ------------- | ----------------- | ---- |
| Christelle Laura Douibi | Descente | 2 min 9 s 68  | 14 s 19           | 40e  |
| Christelle Laura Douibi | Super-G  | 1 min 43 s 54 | 12 s 07           | 51e  |

### Ski de fond

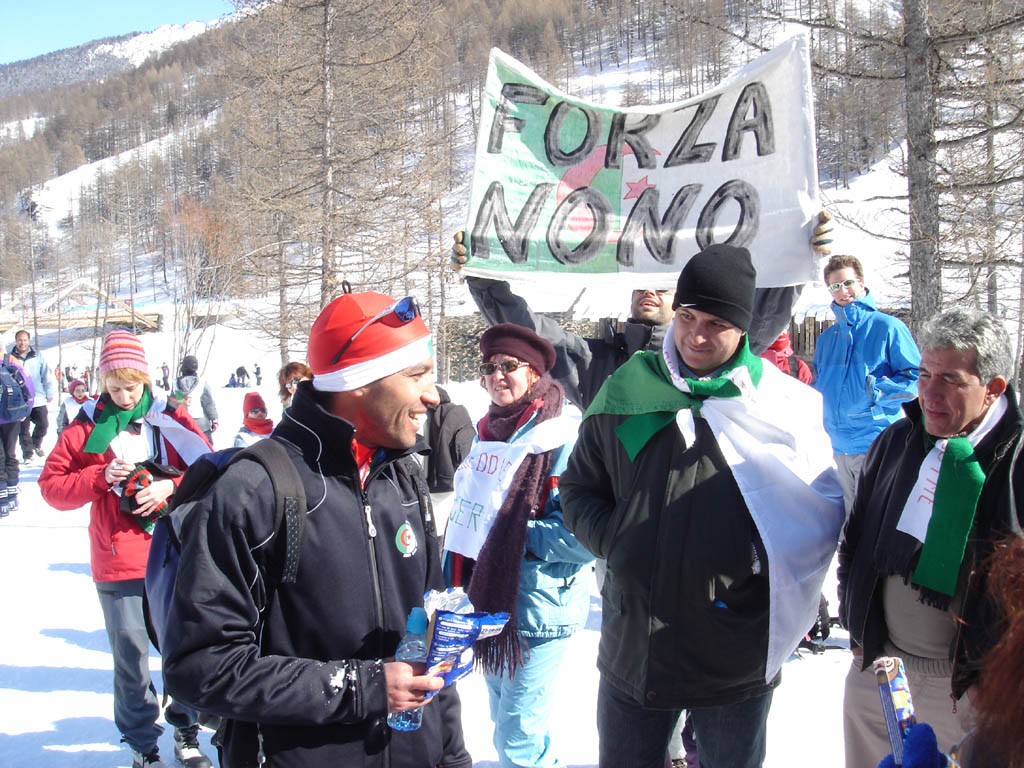
Noureddine Maurice Bentoumi avec ses supporteurs.

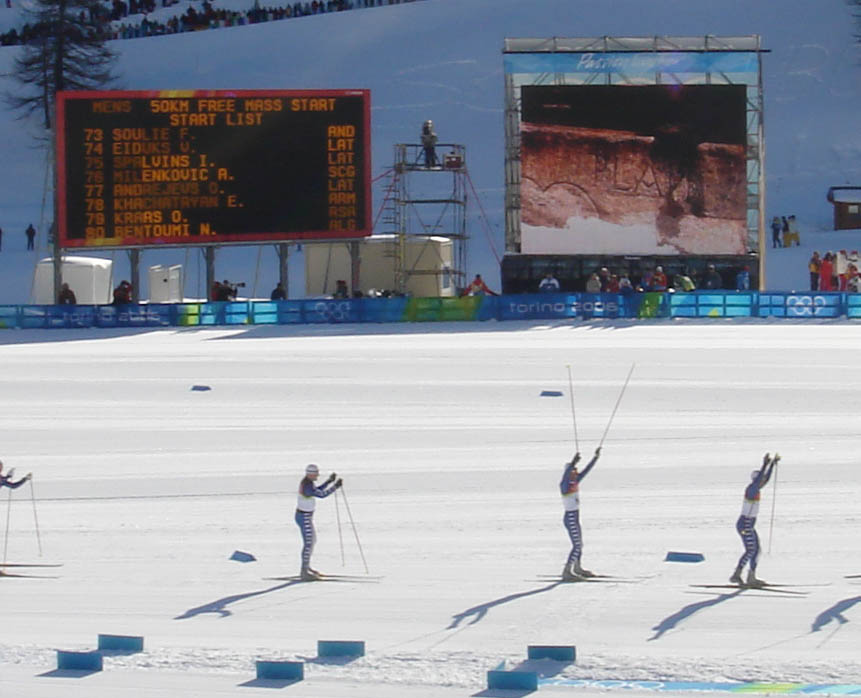
Tableau des départs de l'épreuve du 50 kilomètres libre avec le nom de Noureddine Maurice Bentoumi.

L'Algérie aligne un athlète dans les épreuves de ski de fond à ces Jeux olympiques. Il s'agit du fondeur Noureddine Maurice Bentoumi, né le 19 février 1972 à Chamonix en France. Âgé de 33 ans, il prend part aux Jeux olympiques pour la première fois mais il a déjà représenté l'Algérie aux championnats du monde 2005 en Allemagne. Il fait partie du club de Val-d'Isère. Noureddine Maurice dispute l'épreuve du 50 km libre le 26 février 2006.

#### Qualification
Deux cent quarante places sont attribuables en ski de fond pour les Jeux olympiques de Turin dans la limite de vingt athlètes par nation. La période de qualification s'étale entre 2004 et le 30 janvier 2006. Pour se qualifier dans une épreuve, les athlètes doivent obtenir un maximum de 100 points de la Fédération internationale de ski (FIS) dans la limite de quatre par pays. Si une nation ne réalise pas ce critère, il lui est possible d'obtenir un ticket olympique pour chaque sexe dans une épreuve si l'athlète ne dépasse pas les 200 points FIS dans l'épreuve concernée ou s'il a participé à au moins cinq courses FIS. Noureddine Maurice Bentoumi a réussi les minima de la Fédération internationale de ski (FIS) dans les épreuves de distance. Pour se qualifier, il a participé à plusieurs compétitions notamment en Suisse et en France.

#### Résultat
Noureddine Maurice Bentoumi, qui porte le dossard no 80 lors de l'épreuve du 50 kilomètres libre, fait partie des 16 concurrents qui ne terminent pas la course. Il est éliminé au 27e km à cause d'un temps trop élevé.
| Athlète                     | Épreuve     | Temps final | Retard sur le 1er | Rang |
| --------------------------- | ----------- | ----------- | ----------------- | ---- |
| Noureddine Maurice Bentoumi | 50 km libre | -           | -                 | DNF  |

## Aspects extra-sportifs

### Diffusion des Jeux en Algérie
Les Jeux olympiques de Turin ne sont diffusés par aucune chaîne de télévision nationale. Les Algériens peuvent suivre les épreuves olympiques en regardant en clair la chaîne française France 2 et les chaînes de l'Arab States Broadcasting Union, ainsi que sur le câble et le satellite sur le réseau d'Eurosport. Eurosport ainsi qu'Eurovision permettent d'assurer la couverture médiatique algérienne sur internet.

### Timbres
À l'occasion de ces Jeux olympiques, la poste algérienne émet un timbre dont l'illustration représente la skieuse alpine Christelle Laura Douibi.

### Cinéma
La participation à ces Jeux olympiques de Noureddine Maurice Bentoumi inspire ensuite un long métrage réalisé par le propre frère du fondeur, Farid Bentoumi. Intitulé Good Luck Algeria, le film sort en 2015, près de dix ans après l'histoire vraie qui l'a inspiré. Dans le scénario, le héros est renommé Samir Zitouni ; il est incarné par Sami Bouajila mais également par Noureddine Maurice Bentoumi lui-même, qui double l'acteur dans certains scènes sportives.